# Groene distelsnuitkever
De groene distelsnuitkever (Chlorophanus viridis) is een kever uit de familie snuitkevers (Curculionidae) en een van de drie soorten binnen het geslacht chlorophanus.

## Kenmerken
De groene distelsnuitkever heeft een felgroene (zelden ook koperrode) schub aan de bovenzijde en bereikt een grootte van 8 tot 11 mm. De gele zijrand, waaraan het zijn naam dankt, is duidelijk zichtbaar. Dit is precies wat het onderscheidt van andere snuitkevers. Het kan worden onderscheiden van de drie andere inheemse Chlorophanus-soorten door de toppen van de dekschilden, die slechts kort verlengd zijn.

## Verspreiding
Chlorophanus viridis komt in heel Europa voor, maar de frequentie varieert van regio tot regio. Van mei tot augustus is hij te vinden in vrij vochtige loof- en gemengde bossen. Net als de andere soorten van het geslacht is de geelgevlekte snuitkever sterk afgenomen in Duitsland, hoewel hun leefgebieden algemeen zijn. Redenen voor de daling zijn niet bekend.

## Levenswijze
De groene distelsnuitkever eet de bladeren van loofbomen (vooral elzen en wilgen) en leeft polyfaag op kruidachtige planten (vooral hoefblad). De eieren worden ongeveer 1 mm in vochtige grond gelegd. De indiening vindt plaats in de schemering. Twee tot drie weken later komen de larven uit, die ondergronds leven en zich voeden met wortels. Voor de winterslaap maken ze een hol 6 tot 12 cm onder het oppervlak. De volgende lente vindt de verpopping plaats en na drie weken komt het imago uit, wat ongeveer twee tot vier dagen nodig heeft om zich in het grondoppervlak te nestelen.